# Townsville Entertainment and Convention Centre
Das Townsville Entertainment and Convention Centre ist eine Multifunktionsarena im Entertainment Drive, Breakwater Island in Townsville, im australischen Bundesstaat Queensland. Hauptnutzer ist das australische Basketballteam der Townsville Fire, das in der Women`s National Basketball League (WNBL) antritt.